# 德国科技博物馆
德國科技博物館（德語：Deutsches Technikmuseum Berlin），是一個位在德國柏林的科技博物館，成立於1982年。

## 历史
德國科技博物館陳列了大量歷史上的科技產品。該博物館主要的展示重點是鐵路運輸，但也有許多種類的工業技術展示。近年該博物館也有海洋與航空展示區。博物館也有一個稱為 Spectrum 的科學中心。
2002年3月15日，電腦先驅康拉德·楚澤的特展開放，其中包含Z1電腦的複製品。
德國科技博物館位於柏林克罗伊茨贝格區，它的建築曾經是恩哈特車站貨運場的一部分。在柏林电视塔上可以看到該博物館建築上著名的C-47運輸機，而該運輸機是以向柏林－滕珀尔霍夫机场降落的姿勢放置。
德國科技博物館有許多相當有歷史價值的展示品，其中有大量的鐵路車輛和航空器，例如Bf 110戰鬥機、高射炮、Ju 87俯衝轟炸機和V-1飛彈。近年也展示了紅場事件當事人马蒂亚斯·鲁斯特在冷戰期間飛到莫斯科並降落在紅場的塞斯納C-172。

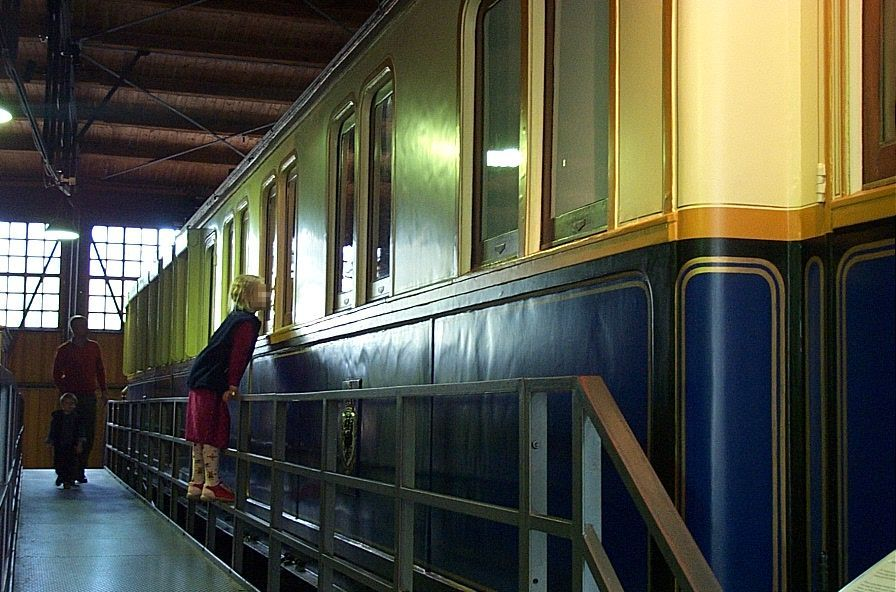
德國科技博物館內的德皇威廉二世專用火車車廂
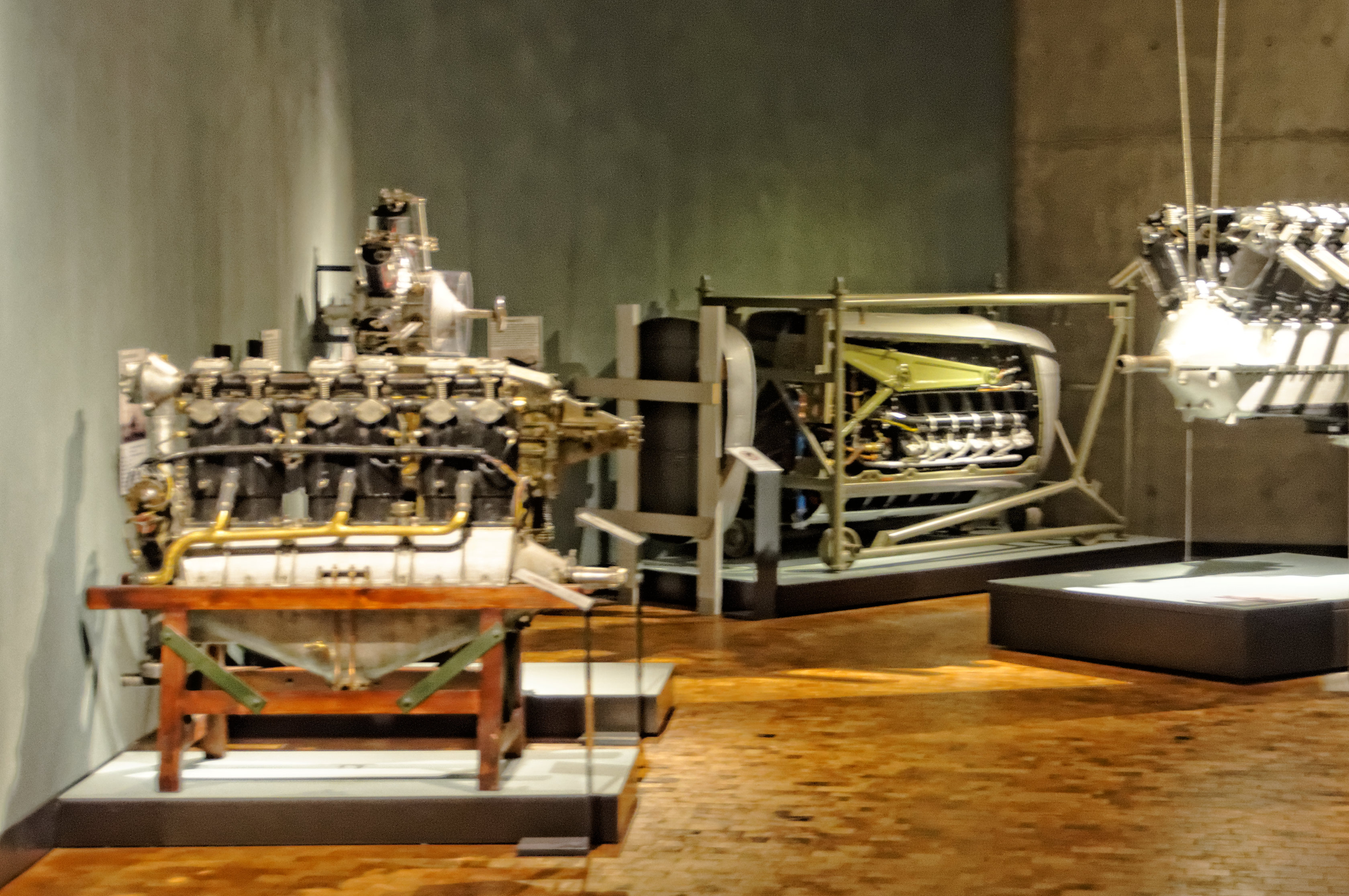
展出的德國發動機
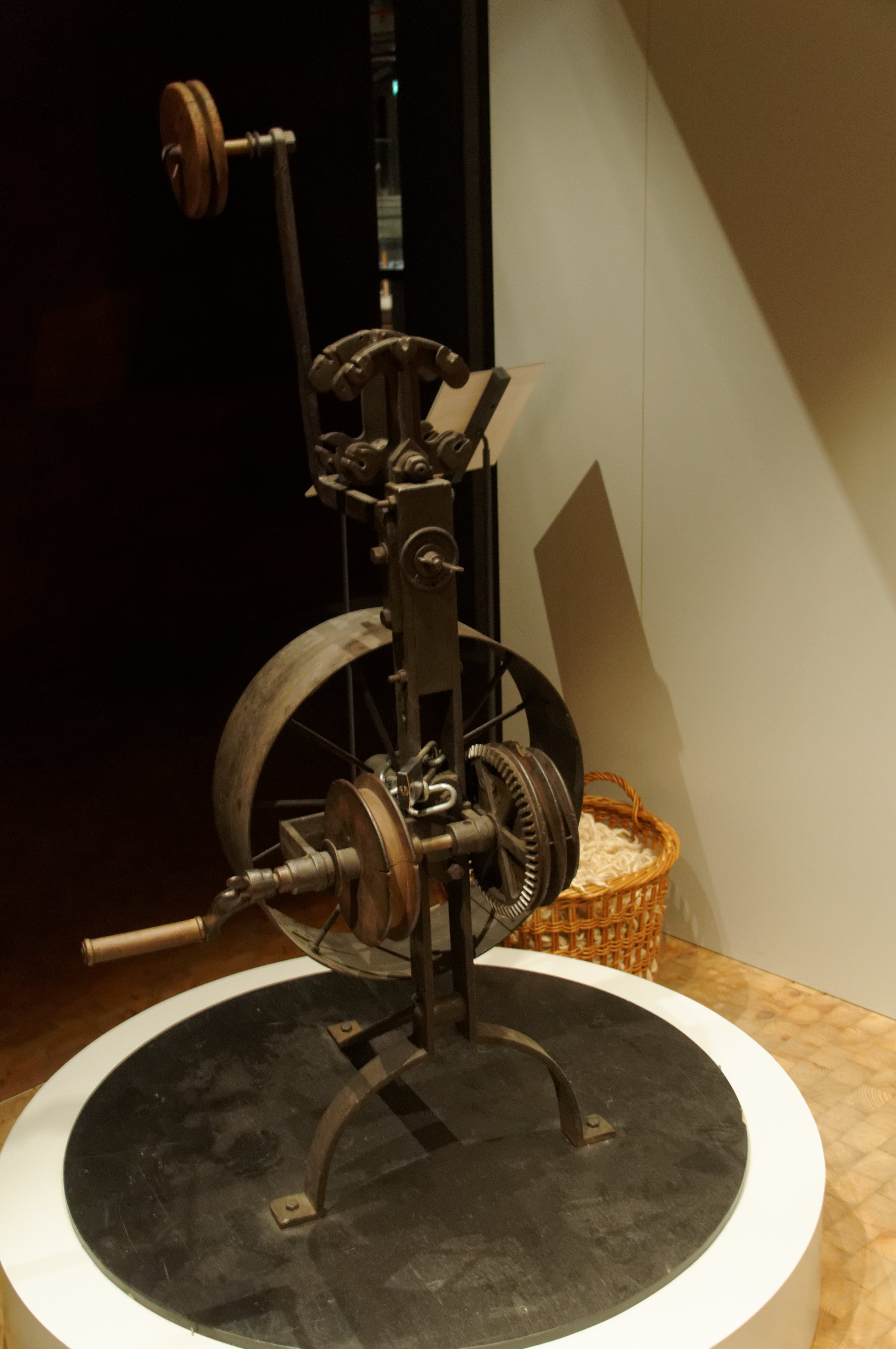
汽車機械裝置歷史廳
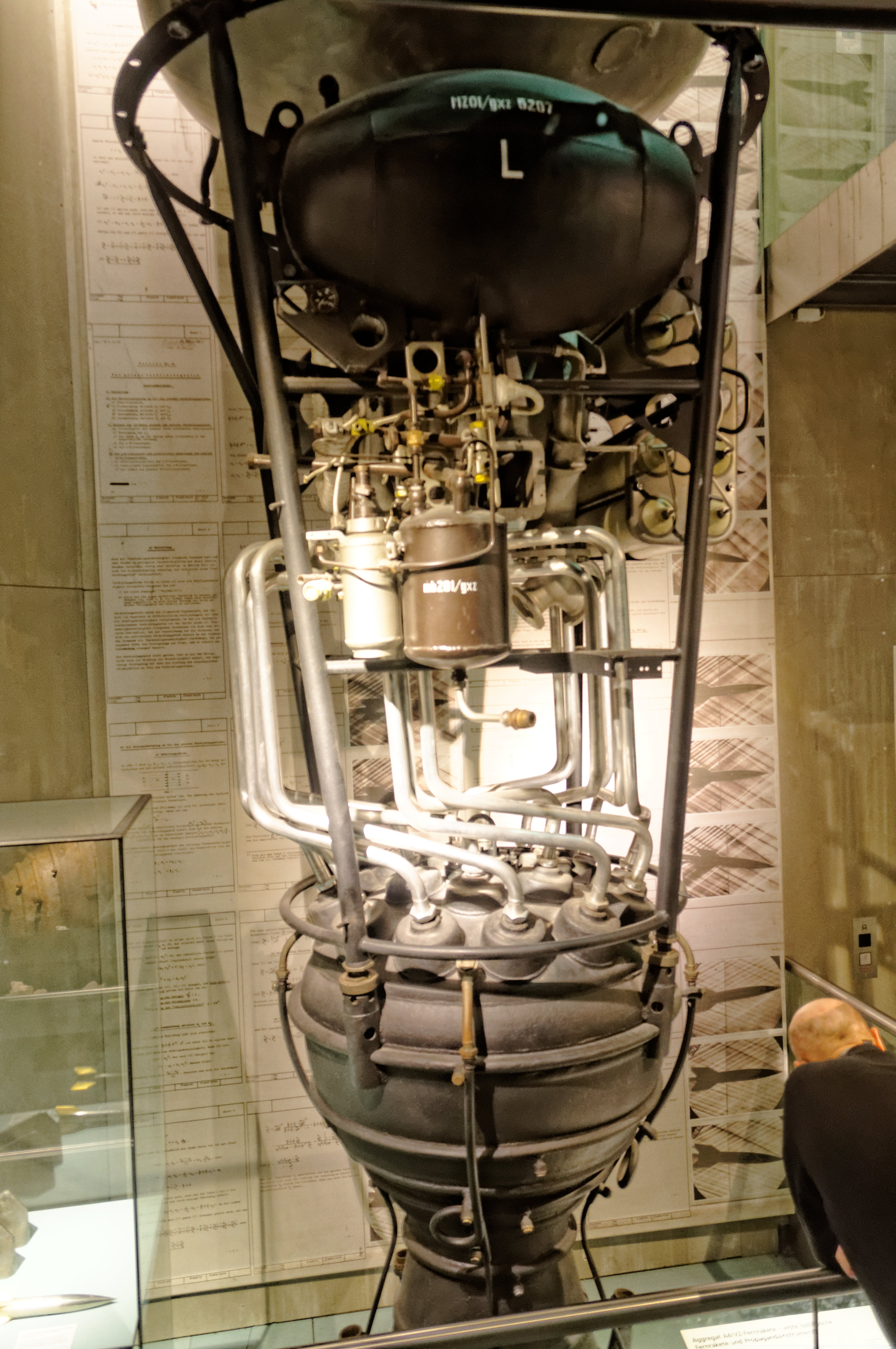
火箭發動機
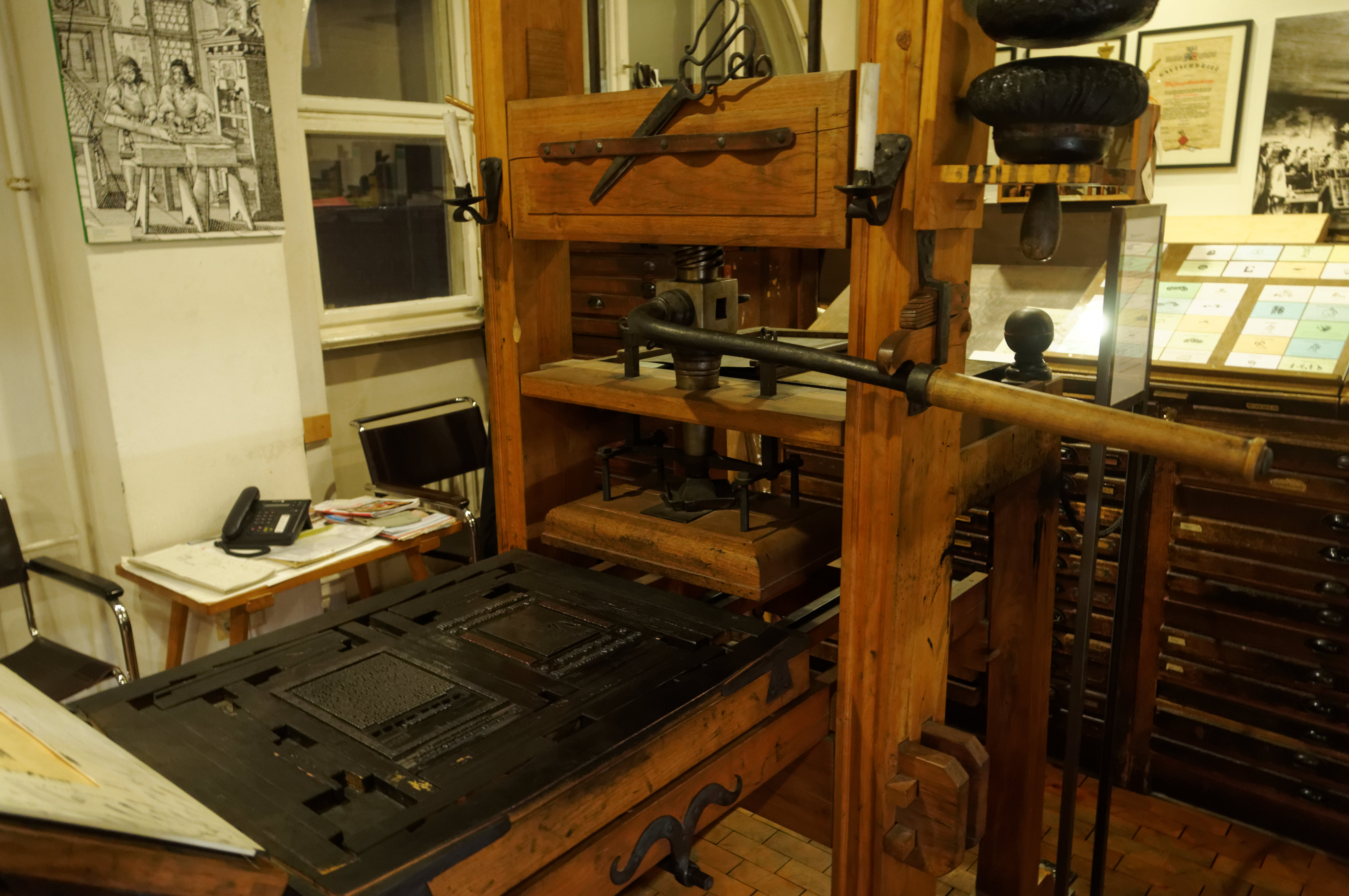
19世紀印刷機

## 外部連結
- Museum website
- English information
- Spectrum: the Science Center （页面存档备份，存于）